# Villasor
Villasor (sardinsky: Bidd'e Sòrris) je italská obec (comune) v provincii Sud Sardegna v regionu Sardinie. Nachází se ve výšce 25 metrů nad mořem a má přibližně 6 600 obyvatel. Rozloha obce je 86,79 km².